# Molophilus (Molophilus) subperfidus
Molophilus (Molophilus) subperfidus is een tweevleugelige uit de familie steltmuggen (Limoniidae). De soort komt voor in het Neotropisch gebied.